# محمد كمال شحادة
كمال شحادة (1922 - 28 يوليو 2002) هو وزير للتموين السوري الأسبق، فى حكومة صلاح الدين البيطار الخامسة والأخيرة.

## حياته ونشأته
ولد في مدينة جسر الشغور عام 1922م وأتم دراسته الابتدائية فيها ثم أكمل دراسته في حلب
- حصل على إجازة في الصيدلة عام 1947م
- دبلوم دراسات عليا في تاريخ العلوم عام 1982م
- ماجستير في تاريخ العلوم 1984م
- دكتوراه بمرتبة شرف في تاريخ العلوم الطبية عام 1990م

## مسيرته
- نقيباً لصيادلة حلب من عام 1956م حتى عام 1970م
- عضواً في المجلس الوطني (مجلس الشعب) ورئيس للجنتي الخدمات والتخطيط في المجلس بين عامي 1965م و1966م
- وزيراً للتموين عام 1966م ضمن حكومة صلاح الدين البيطار الخامسة.[2][3]
- عضو في مجلس بلدية حلب من عام 1964م وحتى عام 1980م
- رئيس جمعية مكافحة السل في حلب من عام 1972م وحتى عام 1974م
- مؤسس ورئيس جمعية تنظيم الأسرة في حلب من عام 1975م وحتى عام1980م
- نقيب صيادلة سورية من عام 1977م وحتى عام 1979م
- نائب رئيس الجمعية السورية لتاريخ العلوم لمدة عشر أعوام
- رئيس مجلس إدارة الهلال الأحمر العربي السوري بحلب من 1980م وحتى 2001م
- رئيس منظمة الهلال الأحمر العربي السوري من 1994م وحتى 1996م
- أستاذ محاضر في قسم الدراسات العليا لتاريخ العلوم الطبية بجامعة حلب لغاية 1997م
- شارك في العديد من الندوات والمؤتمرات العلمية المحلية والعربية والدولية بأبحاث تم نشرها كما شارك في كتابة عدة أبحاث في هيئة الموسوعة العربية التابعة لرئاسة الجمهورية قسم الحضارة العربية
- عضو مراسل الأكاديمية الفرنسية للصيدلة
- عضو مشارك في الإتحاد الدولي للصيدلة
- عضو في الأكاديمية الدولية لتاريخ الصيدلة (باريس*مدريد)
- عضو في اتحاد الصيادلة العرب منذ عام 1978م وفي اللجنة الأكاديمية الصيدلية العربية

## جوائز
- حصل على: 
  - ميدالية ذهبية للتفوق في البحوث من اتحاد الصيادلة العرب عام 1970م في مؤتمر الجزائر
  - ميدالية ذهبية للتقدير المهني من اتحاد الصيادلة العرب عام 1981م في مؤتمر عمان
  - ميدالية ذهبية لخدماته المهنية في العمل النقابي عام 1984م في مؤتمر دمشق
- من كتبه المطبوعة: 
  - الطب الجديد الكيميائي من منشورات جامعة حلب معهد التراث العلمي العربي 1997
  - تاريخ التعليم الطبي في البلاد العربية منم منشورات جامعة حلب معهد التراث العلمي العربي 2000

## وفاته
توفي الدكتور محمد كمال شحادة في 28 يوليو 2002.